# سيلفيو أماتو
سيلفيو أماتو (بالإيطالية: Silvio Amato)‏ هو ملحن وعازف بيانو إيطالي، ولد في 10 أبريل 1961 في قطانية في إيطاليا.